# Villar de Plasencia
Villar de Plasencia è un comune spagnolo di 274 abitanti situato nella comunità autonoma dell'Estremadura.